# جوان ليندسي
جوان ليندسي (بالإنجليزية: Joan Lindsay)‏ هي رسامة وكاتِبة أسترالية، ولدت في 16 نوفمبر 1896 في St Kilda, Victoria ‏ في أستراليا، وتوفيت في 23 ديسمبر 1984 في ملبورن في أستراليا بسبب سرطان المعدة.
في عام 1967، نشرت «ليندسي» إحدى أكثر رواياتها شهرة «نزهة في هانغنغ روك»، وهي رواية غوطية تاريخية تتناول بالتفصيل اختفاء ثلاث طالبات ومعلمتهم ذات صيف في موقع ذي تضاريس مونوليثية. أثارت الرواية اهتمامًا شعبيًا ونقديًا واسعًا بسبب عرضها لوجهتي نظر مختلفتين، إذ عُرضت على أنها قصة حقيقية لكن نهايتها كانت غامضة، وتُعتبر واحدة من أهم الروايات الأسترالية على الإطلاق. حُولت إلى فيلم يحمل الاسم نفسه عام 1975.
كتبت العديد من المسرحيات غير المنشورة، وكتبت العديد من المقالات والقصص القصيرة والشعر لعدة مجلات خلال مسيرتها. بعد وفاة زوج «ليندسي» عام 1976، أمضت وقتها مع مجتمع الفن المحلي في «ميلبورن» وشاركت في العديد من المعارض. في عام 1982، نشرت سيد سيكسبينس وهو أول وآخر أعمالها في أدب الأطفال. أُصيبت «ليندسي» بسرطان المعدة وتوفيت عام 1984، وبعد ذلك تم التبرع بمنزلها إلى الأمانة الوطنية الأسترالية، وهو الآن عبارة عن متحف يضم أعمالها وأعمال زوجها «داريل» الفنية وتأثيرهما الشخصي.

## حياتها ومهنتها

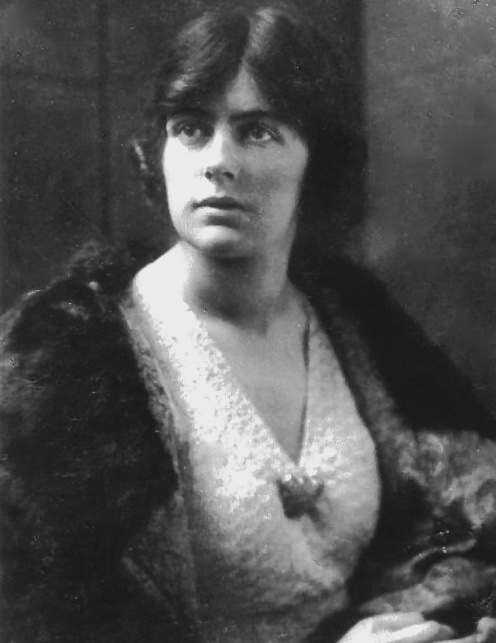
ليندسي، حوالي عام 1920.

### نشأتها
وُلدت جوان بيكيت ويغال في ضاحية سان كيلدا إيست، فيكتوريا في ميلبورن في أستراليا، وهي الابنة الثالثة للقاضي المعروف ثير بيكيت ويغال. ونسيب والدها وليام آرثر بيكيت هو والد إيما ميني بويد، ما يعني أن ليندسي تمكنت من إيجاد صلة قرابة مع عائلة بويد التي ينتمي إليها الكاتب مارتن بويد، فحظيت بفرصة قرابته. كانت أمها آن صوفي ويغال (ني هاملتون قبل الزواج) ابنة السيد روبرت هاملتون، وهو اسكتلندي النسب وحاكم ولاية تاسمانيا، وكانت موسيقية وُلدت وترعرعت في دبلن. كان لدى ليندسي أختان هما ميم ونانسي، وأخ يدعى ثير جونيور. أمضت ليندسي سنين طفولتها في قصر يُدعى سان مارغاريت في 151 ألما رود، إيست سان كيلدا، ووصفت طفولتها بأنها «ذات طابع سعيد وهادئة».
أُرسلت ليندسي عام 1909 عندما كانت في الثالثة عشرة من عمرها إلى مدرسة داخلية محلية، وسميت كارو لتكمل تعليمها. أثناء وجود ليندسي هناك، تغيرت ملكية المدرسة وأصبح اسمها مدرسة كلايد للبنات. كانت تلميذة نموذجية. انتقلت المدرسة إلى قرب جبل مقدون بعد خمس سنوات من السنة الأخيرة لجوان. بعد تخرجها من مدرسة كلايد، فكرت ليندسي في دراسة العمارة، ولكنها اختارت أن تدرس الفنون بدلًا منها والتحقت بمدرسة معرض فيكتوريا الوطني للفنون في ميلبورن عام 1916. بينما درست الرسم هناك، تعلمت على يد ليندسي برنارد هال وفريدريك ماكابن.
في عام 1920، بدأت تشارك في استديو في ميلبورن مع ماي راين الملقبة لاحقًا بالسيدة كيسي. عرضت جوان لوحاتها الزيتية والمائية في معرضين في ميلبورن عام 1920، عُنونت إحداهما باسم ذا نيو بانتيكنيسيست وعُرضت في جمعية الفنانين الفكتوريين، وتعاونت مع كيسي لتأليف كتاب لم ينتهِ وعنوانه بورتريه أوف آنا.

## زواجها من داريل ليندسي، وأعمالها المبكرة
عند دراستها في مدرسة معرض فيكتوريا الوطني للفنون، قابلت زميلها طالب الفنون داريل ليندسي وتزوجا في مرليبون، لندن في إنجلترا في يوم القديس فالنتاين عام 1922. لطالما كان هذا اليوم مميزًا بالنسبة إليها، وأطلقت أشهر أعمالها نزهة في هانغنغ روك فيه.
عندما عاد الزوجان للعيش في أستراليا، أصلحا مزرعة في باكستر في ميلبري هيل وعاشا فيها حتى أجبرهما الكساد الكبير على الانتقال إلى مسكن أكثر تواضعًا في باكوس مارش، وأجّرا منزلهما حتى تحسن الوضع الاقتصادي. أثناء تلك الفترة، نقلت ليندسي تركيزها من الرسم إلى الكتابة وكتبت مسرحيتين، غاصت كل منهما في ظواهر خارقة للطبيعة ومرعبة وهما كاتاراكت وَ وولف!. كانت مسرحية وولف نتاج تعاون مع مارغوت غويدر وآن جوسك، وهما أفضل كاتبتين لقصص الغموض في أستراليا في ذلك الوقت. رغم عدم نشر أي من المسرحيتين، عُرضت وولف على المسرح في سواناج في إنجلترا في شهر مايو عام 1930.
بعد عودتها من سفرها في إنجلترا وأوروبا، نشرت ليندسي روايتها الأولى ثرو داركست بونديلايو: سرد لمغامرات سيدتين إنجليزيتين على جزيرة من آكلي لحوم البشر عام 1936 باسم مستعار هو سيرينا ليفينغستون- ستانلي عبر دار النشر تشاتو آند ويندوس في المملكة المتحدة. صُممت الرواية على شكل محاكاة ساخرة لكتب السفر المشهورة في ذلك الوقت ولكنها مليئة عمدًا بالأخطاء اللغوية، وفيها هجاء للسياح الإنجليزيين خارج البلاد. ووفقًا لنسيب ليندسي، مارتن بويد، كانت الرواية «واحدة من أفضل مجموعات الألفاظ المستخدمة بشكل خاطئ في اللغة الإنجليزية»، ساعدت ليندسي بويد على كتابة الخطوط العريضة لروايته نانز إن جيوباردي.
ساهمت ليندسي أيضًا في مقالات ومراجعات وقصص مع العديد من المجلات والجرائد عن الفنون والأدب وأشخاص بارزين. في عام 1928، أجرت مقابلة مع الممثلة مارغريت بانمان لجريدة ذا ويكلي كورير، وفي عام 1941، شاركت في تأليف كتاب تاريخ الصليب الأحمر الأسترالي مع زوجها داريل. في عام 1942، نشرت ليندسي مقالة عن النقد الأدبي عن كتاب ذي إيج للكاتب جورج مور بعنوان «حديث من التسعينيات، جورج مور: حِرفي أدبي».
أثناء هذه الفترة، ترك داريل ليندسي الرسم ليصبح مدير المعرض الوطني في فيكتوريا، وتولى هذا المنصب بين عامي 1942 و1955. استلزم هذا المنصب نقل مكان إقامتهما إلى ميلبورن حتى تقاعده. احتفظا بمنزلهما أثناء إقامتهما المؤقتة في فيكتوريا، وعندما ترقى داريل إلى رتبة فارس عام 1956، أصبحت جوان معروفة باسم السيدة ليندسي.
تصف روايتها التي تشبه السيرة الذاتية تايم ويذاوت كلوكس (وقت من دون ساعات) حفل زفافها وحياتها خلال ولالمراحل الشاعرية الأولى من زواجها. يأخذ العمل عنوانه من قدرة غريبة ادعت جوان أنها تملكها وهي إيقاف الساعات أو الآلات عن العمل عند اقترابها منها، ويشير العنوان أيضًا إلى أن تلك المرحلة من حياتها كانت غير منظمة وذات طابع حر. وكتبت بعدها كتابًا ساخرًا يشبه السيرة الذاتية بعنوان فاكتس سوفت أند هارد يتحدث عن رحلات ليندسي في الولايات المتحدة عندما كان داريل في رحلة تبادل ثقافي لبرنامج فولبرايت، الذي سافر الزوجان بسببه إلى مدينة نيويورك في رحلة لدراسة مجموعات الفن الأمريكي التي تقيمها مؤسسة كارنغي.

### نزهة في هانغنغ روك
نُشرت رواية نزهة في هانغنغ روك عام 1967، وهي أفضل أعمال ليندس». كتبت ليندسي الرواية خلال أربعة أسابيع في منزلها في مولبيري هيل في باكستر في شبه جزيرة مورنينغتون، وجعلتها تصف منطقة هانغنغ روك الحقيقية، وهي عبارة عن تضاريس مونوليثية سحرتها منذ طفولتها، وقارنت القصة بعمل هنري جيمس مستشهدةً بـ«كتاب عن الأطفال الذين يعيشون في بيت مسكون مع مربية» ويدعى دورة اللولب.
الرواية عبارة عن خيال تاريخي، رغم أن ليندسي لمحت إلى أنها مبنية على أحداث واقعية وأُطرت بمقدمة الرواية. وضع الناشر نهاية وضحت مصير الفتيات قبل النشر. نُشر الجزء الأخير عام 1987 ككتاب منفرد يحمل عنوان سر هانغنغ روك، وتضمن تعليقًا نقديًا أيضًا ونظريات تفسيرية حول الرواية. أسقطت ليندسي جامعة أبل يارد، وهي مكان الرواية، على المدرسة التي قصدتها، وهي مدرسة كلايد للفتيات في إيست سان كيلدا، ميلبورن، والتي نُقلت بمحض الصدفة عام 1919 إلى بلدة وودند، فيكتوريا في المنطقة المجاورة تمامًا لهانغنغ روك.
في مقابلة عام 1974، خاطبت ليندسي القراء والنقاد المتسائلين حول نهاية الرواية الغامضة، فقالت:
«حسنًا، كُتبت لتكون لغزًا وستبقى لغزًا. إن كان بإمكانكم تخيل نهايات خاصة بكم فلا بأس، ولكنني لا أعتقد أن الأمر مهم. كتبتُ تلك الرواية بقصد وصف المكان، وكانت كإلقاء حجر في المياه. شعرتُ أن تلك القصة، إن أمكنكم تسميتها بالقصة، وكأن ما حدث يوم عيد القديس فالنتاين ينتشر وينتشر وينتشر على شكل دوائر».

## وصلات خارجية
- جوان ليندسي على موقع IMDb (الإنجليزية)
- جوان ليندسي على موقع قاعدة بيانات الفيلم (الإنجليزية)